# 派翠克·拉科夫斯基
派翠克·拉科夫斯基（德語：Patrick Rakovsky；1993年6月2日—）是一位德國足球運動員，在場上的位置是守門員。他現在效力於美國足球冠軍聯賽球隊鳳凰城展翅。